# Ambiguïteitseffect
Het ambiguïteitseffect is een denkfout waarbij een beslissing beïnvloed wordt door gebrek aan informatie of ambiguïteit.
Het effect betekent dat mensen de neiging hebben om eerder te kiezen voor een optie waarbij de kans op een gunstige afloop bekend is, dan een optie waarbij die kans onbekend is. Hierdoor is men geneigd om uit opties met een gelijk resultaat, te kiezen voor de bekendste optie.

## Voorbeeld
Er wordt een emmer voorgesteld met daarin 30 ballen in de kleuren rood, zwart en wit. Er zijn zeker 10 rode ballen aanwezig. De overige 20 ballen zijn in willekeur zwart of wit. Elke combinatie van zwarte of witte ballen is mogelijk en even waarschijnlijk. De kandidaat moet vervolgens een kleur kiezen. Voor iedere getrokken bal met de geselecteerde kleur, ontvangt de kandidaat 100 euro.
De kans om de winnende bal te trekken is dezelfde voor alle 3 mogelijkheden (rood, zwart of wit). Namelijk 1 op 3. Ondanks het feit dat het aantal witte en zwarte ballen onbekend is, gaat het om twintig ballen. Dat maakt het gemiddelde van ieder 10 stuks. 
Ondanks eenzelfde eindresultaat, hebben mensen hierin een sterkere neiging om voor rood te kiezen. Omdat het aantal zeker is ten opzichte van de zwarte en de witte ballen. Desondanks kunnen er eventueel tweemaal zoveel winnende ballen getrokken worden. Maar de kandidaat loopt ook het risico geen enkele winnende bal te trekken. Het ambiguïteitseffect brengt met zich mee dat mensen neigen te denken dat de keuze voor een optie met een bekend aantal ballen, gunstiger is ten opzichte van een optie met een onbekend aantal ballen. Alleen is dat nu niet relevant, omdat volgens de kansberekening de uitkomst hetzelfde blijft. Het onbekende aantal is net zo gunstig.